# 罗卓英故居江东小筑
罗卓英故居江东小筑，位于中国广东省梅州市大埔县湖寮镇岭下村，为梅州市大埔县的一个县级文物保护单位，类型为近现代重要史迹及代表性建筑，公布时间为2005年。
罗卓英故居江东小筑的历史年代为民国。